# Nicolaas Bloembergen
Nicolaas Bloembergen (ur. 11 marca 1920 w Dordrechcie, zm. 5 września 2017 w Tucson) – amerykański fizyk holenderskiego pochodzenia, laureat Nagrody Nobla w dziedzinie fizyki (1981).

## Życiorys
Opuścił Holandię w roku 1945 i wyjechał do Stanów Zjednoczonych, gdzie podjął pracę na Uniwersytecie Harvarda. Współpracował z Edwardem Purcellem, który bezpośrednio przed przybyciem Bloembergena odkrył jądrowy rezonans magnetyczny. Tytuł doktora uzyskał w roku 1948 na Uniwersytecie w Lejdzie. Tematem jego rozprawy była Jądrowa relaksacja magnetyczna.
W późniejszym okresie prowadził badania nad spektroskopią laserową – udoskonalił m.in. maser, wynaleziony przez Charlesa Townesa.
W roku 1958 przyjął obywatelstwo amerykańskie.
W 1981 roku otrzymał, wraz z Kai Siegbahnem i Arturem Schawlowem, Nagrodę Nobla w dziedzinie fizyki za wkład do rozwoju mikroskopii laserowej i elektronowej wysokiej rozdzielczości.